# Христіан Сіріано
Христіан Вінсент Сіріано (англ. Christian Vincent Siriano, нар. 18 листопада 1985) — американський модельєр, переможець 4 сезону проєкту «Подіум». Засновник бренду «Christian Siriano».

## Біографія
Христіан Сіріано народився 18 листопада 1985 року в США у місті Аннаполіс. Має німецькі та італійські корені. Батьки, Джой і Пітер Сіріано, розлучилися, коли хлопчикові було 4 роки. Попри розлучення, батьки зберегли хороші стосунки і приділяли дітям багато уваги.
Христіан займався балетом і поступово усвідомив, що його приваблює не танець, а костюм, після чого вирішив стати дизайнером. З 13 років він почав рухатися до своєї мрії і спробувати створювати одяг. Паралельно Сіріано трудився помічником перукаря у великому салоні краси «Bubbles Salon».
Христіан поступив у Балтиморську школу мистецтв, але вирішивши, що здобутих знань недостатньо, вирушив навчатися в Інституті технології моди, а потім продовжив навчання в Лондоні, де його вчителями стали такі метри модного бізнесу, як Вів'єн Вествуд і Александр Макквін. Завершивши навчання, Христіан повернувся на батьківщину, щоб продовжувати свою кар'єру модельєра. Практично відразу він потрапив на проєкт «Подіум». Крістіан став наймолодшим учасником шоу, і, здобувши по ходу конкурсу 4 перемоги, став переможцем проєкту. В останньому випуску сезону, коли всі учасники зібралися разом, щоб обговорити проєкт, Сіріано отримав ще й приз глядацьких симпатій, як найяскравіший учасник. Також новоспеченого модельєра похвалила визнана ікона стилю Вікторія Бекхем.
У квітні 2008 року Христіан Сіріано підписав контракт на розробку і випуск колекції для відомого спортивного бренду «Puma». Його власна колекція, що була призом за перемогу в «Подіумі», була представлена на Тижні моди в Нью-Йорку восени того ж року. Відтоді він тричі брав участь в ній, а його колекції прихильно приймалися модними критиками і покупцями. У грудні того ж року Сіріано підписав контракт з мережею «Payless Shoesource», для якої створив кілька моделей взуття та сумок.
У 2009 році Крістіан співпрацює з LG, внаслідок чого на світ з'явилася модель телефону LG Lotus (LX600). У тому ж році дизайнер розробив лінію косметики для Victoria's Secret. А для бренду Moody Mamas, що випускає одяг для вагітних, Крістіан створив колекцію одягу під назвою «Fierce».
Клієнтками Сіріано є Гайді Клум, Міна Суварі, Алессандра Амбросіо, Ванесса Вільямс, Естель, Келлі Роуленд, Леді Гага, Pussycat Dolls.

## Особисте життя
Сіріано живе в Брукліні зі своїм бойфрендом Бредом Волшем, з яким у шлюбі з 2016 року. Волш часто пише музику для показів Христіана.